# Jamini Roy
Jamini Roy, né le 15 avril 1887 à Beliatore (en) dans le district de Bankura et mort le 24 avril 1972 à Calcutta, est un peintre indien.

## Biographie
Jamini Roy naît le 15 avril 1887 à Beliatore.
Il étudie à l'École d'art du gouvernement de Calcutta de 1906 à 1914. Il devient l'élève le plus célèbre d'Abanîndranâth Tagore.
Il est influencé très tôt par la peinture européenne mais son style ultérieur est basé sur l'art populaire.
Il meurt le 24 avril 1972 à Calcutta.